# HD 148897
HD 148897，又名BD+20 3283，SAO 84416、HR 6152，是一颗恒星，视星等为5.25，位于銀經37.79，銀緯39.82，其B1900.0坐标为赤經16h 26m 13s，赤緯+20° 39.82′ 52″。